# Джеремия, Пол
Пол Джеремия (англ. Paul Geremia; 21 апреля 1944 года, Провиденс, Род-Айленд, США)  —  американский блюзовый гитарист, певец, автор песен. Номинант Blues Music Awards в номинациb «Альбом акустического блюза» (1996) . Играл в стиле «фингерстайл» на 6- и 12-струнной акустического гитаре, которым он не изменял всю жизнь, ни разу ничего не записав на электрогитаре.

## Биография
Пол Джеремия родился в 1944 году в Провиденсе. Его биография нетипична для американского блюзмена: он потомок итальянских эмигрантов в третьем поколении. Семья дважды переезжала в Калифорнию и обратно в его раннем детстве, но после второго переезда они остались в Род-Айленде, поселившись в Джонстоне. Во время обучения в средней школе почти не проявлял интереса к музыке, впрочем выучившись играть на губной гармонике. Прочитав книгу о корнях блюзовой музыки «Country Blues» Сэма Чартерса, в 1959 году стал играть на пылившейся у отца дешёвой акустической гитаре Stellа. Поняв, что найти записи альбомов блюзменов, описанных в книге, нелегко, он стал постоянным посетителем комиссионных магазинов и лавок старьёвщиков, в частности там он купил 78-об. пластинки Биг Билла Брунзи и Бланд Боя Фуллера. В 1962 году он поступил в Сельскохозяйственный колледж Университета Род-Айленда, взяв с собой гитару. Там он начал играть музыку с двумя другими студентами, как её позднее назвали, фолк-музыку - всё, что можно было сыграть и спеть с парой акустических гитар и губной гармошкой: блюз, народные песни, кантри, блюграсс.    
В 1960-е Джеремия пристрастился к акустическому блюзу, вскоре попав в блюзовый круг, где познакомился с блюзменами, которые записывались ещё в довоенный период. Как показывает стиль Джеремии, он чему-то научился у каждого музыканта, с которым встречался, включая Пинка Андерсона, Фреда Макдауэлла, Блайнд Джонс Дэвиса, Карла Джонсона, Скип Джеймса, Сон Хауса, Хаулин Вулфа. В частности, Скип Джеймс, с которым он познакомился в 1962 году, показал ему свою «секретную» настройку гитары в ре-минор. В 1965 году Пол Джеремия бросил колледж, решив полностью посвятить себя музыке. Он начал выступать на открытых микрофонах в кофейнях Бостона, Кембриджа и Род-Айленда. В одном из баров Пол Джеремия познакомился с двумя легендами блюза из Теннесси, гитаристом Слипи Джоном Эстесом и виртуозом игры на мандолине Йэнк Рэйчелом, которые стали ещё двумя наставниками Джеремии. 
В 1966 году переехал в Кембридж, где стал частью музыкальной сцены города, выступал как в Кембридже, так и в Бостоне и Нью-Йорке. В 1967 году впервые записался: его дебютом стали три песни, вошедшие в антологию фолк-исполнителей. Известный фолк-музыкант Патрик Скай посоветовал ему записаться на Folkways Records: «Попробуйте Folkways — они запишут кого угодно! На Folkways можно купить записи предсмертных стонов умирающего армянского продавца обуви» . В 1968 году контракт был подписан и Пол Джеремия записал свой первый альбом, продюсером которого выступил Патрик Скай. Альбом стал бестселлером для лейбла (его дополнительные тиражи печатались ещё в 2013 году), но Джеремия решил перейти в другую фирму. Подписав контракт с Siri Records, и выдержав споры с представителями компании, настаивающих на записи альбома группой, Джеремия в 1971 году выпустил свой второй, и снова, полностью акустический альбом. В 1973 году он выпусти третий альбом уже на Adelphi Records, и до 1982 года он гастролировал в США в условиях плотного графика концертов. В 1982 году он сумел убедить блюзовый чикагский лейбл Flying Fish Records, который выпустил два альбома музыканта. В 1989 году отправился на гастроли в Европу и вскоре приобрёл там такую популярность, что гастролировал по Европе ежегодно в течение 25 лет, выпустив два альбома на независимом фолк/блюзовом лейбле Shamrock Records из Австрии . Альбом 1994 года, распространяемый в США компанией Red House Records, получил номинацию Blues Music Awards в категории «Лучший альбом акустического блюза».  
Его исполнение госпел-стандарта «Get Right Church» открывает сборник Preachin' The Blues: The Music Of Mississippi Fred McDowell, альбом, выпущенный Telarc Blues в 2002 году и номинированный на Грэмми. В 2002 году Введён в Зал славы музыки Род-Айленда (2013). Последний альбом, 21-трековый концертный релиз Love My Stuff, вышел в 2011 году.
В 2014 году перенёс тяжёлый инсульт, который положил конец его карьере. Последние несколько лет живёт в центре сестринского ухода и реабилитации в Провиденсе . 
«Пол Джеремия — ветеран игры на гитаре, настоящий знаток блюза, смешивающий джаз и акустическое кантри на протяжении более 40 лет. Названный журналом Rolling Stone „одним из лучших блюзовых исполнителей“, он — хриплый, проникновенный певец и мастер игры как на шестиструнной, так и на двенадцатиструнной гитаре, а также первоклассный игрок на губной гармошке и пианино» .
Журнал Acoustic Guitar: «Возможно величайший ныне живущий исполнитель в стилях фингерстайл и слайд как на Восточном побережье, так и в Техасе» 
«Его стиль является смесью многих направлений музыки: слайдовый дельта-блюз Роберта Джонсона, регтайм Вилли МакТелла и Блайнда Блейка, техасский блюз Лидбелли и Лемона Джефферсона, городской блюз в духе Скрэппера Блэкуэлла, джаз Лонни Джонсона и Тедди Блума» . 

## Дискография
- Just Enough (Folkways Records, 1968)
- Paul Geremia (Sire Records, 1971)
- Hard Life Rockin' Chair (Adelphi Records, 1973)
- I Really Don't Mind Livin (Flying Fish Records, 1982)
- My Kinda Place (Flying Fish, 1986)
- Gamblin' Woman Blues (Shamrock Records, 1992)
- Self Portrait in Blues (Shamrock Records, 1994)
- Live From Uncle Sam's Backyard (Red House, 1997)
- The Devil's Music (Red House, 1999)
- Love, Murder and Mosquitos (Red House, 2004)
- Love My Stuff (Red House, 2011)